# Phoboscincus
Phoboscincus Greer, 1974 è un genere di sauri della famiglia Scincidae, endemici della Nuova Caledonia.

## Tassonomia
Il genere comprende due sole specie:
- Phoboscincus bocourti (Brocchi, 1876)
- Phoboscincus petteri (Bavay, 1869)